# Seznam komturů českého balivátu Německého řádu

Znak Řádu německých rytířů

Toto je seznam zemských komturů Českého balivátu Řádu německých rytířů.

## Seznam komturů
1. Rudiger (1233)
2. Theoderich (1234/36)
3. Ondřej (1241)
4. Ludwig (1240–1263)
5. Konrád ze Solmse (1240–1246)
6. Mutinus (1265)
7. Helivic (1269)
8. Ludwig (1270–1272)
9. Jindřich (1272?)
10. Arnold Kropp (1279)
11. Diethold (1286–1288)
12. Heřman ze Schauenburka (1290)
13. Jindřich z Byru (1293)
14. Diethold (1294)
15. Jan Lucemburský (1304)
16. Jindřich z Byru (1305)
17. Petrus (1306)
18. Jan z Waldeseru (1306–1308)
19. Berthold z Hennebergu (1313)
20. Lev z Tisové (1315–1326)
21. Ješek (1328–1329)
22. Berengar z Meldingenu (1330)
23. Jan z Schauenforstu (1332–1334)
24. Bedřich ze Salzy (1335)
25. Herbert z Machovic (1337)
26. Otto z Völkermarktu (1337)
27. Leo (1340)
28. Ctibor Pluh z Rabštejna (1340–1346)
29. Rudolf z Homburka (1351–1368)
30. Jakub (1361)
31. Ludko z Essenu (1368–1371)
32. Albrecht z Dubé (1372–1378)
33. Jindřich gen Knapp (1379)
34. Vlk z Züüllenhartu (1379–1382)
35. Jan z Mülheimu (1382–1383)
36. Jan z Mühlheimu (1385–1393)
37. Albrecht z Dubé (1394–1402)